# 7-Dorpenomloop Aalburg
De 7-Dorpenomloop van Aalburg (ook wel de Marianne Vos Classic) is een voormalige eendaagse wielerkoers voor vrouwen in de Nederlandse provincie Noord-Brabant in de UCI 1.2-categorie, die onderdeel uitmaakt van het jaarlijkse Marianne Vos Wielerfestival. De start- en aankomstplaats was in Aalburg. Recordhoudster met acht zeges is Marianne Vos uit Babyloniënbroek, een van de zeven dorpen waar het parcours doorheen komt.
De wedstrijd maakte onderdeel uit van de KNWU Topcompetitie.

## Erelijst
| Jaar | Goud                 | Zilver               | Brons                   |
| ---- | -------------------- | -------------------- | ----------------------- |
| 2007 | Marianne Vos         | Oenone Wood          | Jaccolien Wallaard      |
| 2008 | Loes Markerink       | Elise van Hage       | Marianne Vos            |
| 2009 | Marianne Vos         | Loes Markerink       | Noortje Tabak           |
| 2010 | Marianne Vos         | Iris Slappendel      | Lucy Martin             |
| 2011 | Marianne Vos         | Annemiek van Vleuten | Kirsten Wild            |
| 2012 | Annemiek van Vleuten | Shelley Olds         | Amanda Spratt           |
| 2013 | Marianne Vos         | Liesbet De Vocht     | Emma Johansson          |
| 2014 | Marianne Vos         | Lucy Garner          | Emma Johansson          |
| 2015 | Chloe Hosking        | Marianne Vos         | Amy Pieters             |
| 2016 | Marianne Vos         | Lauren Kitchen       | Anouk Rijff             |
| 2017 | Marianne Vos         | Moniek Tenniglo      | Demi de Jong            |
| 2018 | Lorena Wiebes        | Jip van den Bos      | Marjolein van 't Geloof |

Meervoudige winnaars
| Overwinningen | Renster      | Land      | Jaren                                          |
| ------------- | ------------ | --------- | ---------------------------------------------- |
| 8             | Marianne Vos | Nederland | 2007, 2009, 2010, 2011, 2013, 2014, 2016, 2017 |

 Overwinningen per land 
| Overwinningen | Land      |
| ------------- | --------- |
| 11            | Nederland |
| 1             | Australië |